# Mahasch
Mahasch (arabisch المحاش, DMG al-Maḥāš) liegt im Sinai in Ägypten und ist ein Urlaubsort der Beduinen an der Küste des Roten Meeres am Golf von Aqaba.

## Geographische Lage
Er befindet sich ca. 15 km nördlich von Nuweiba und 40 km südlich von Taba. Hier befinden sich auf einer Länge von ca. 1,5 km mehrere Beduinencamps und zwei kleine Hotels von Ägyptern.

## Geschichte
Mahasch heißen der Strandabschnitt und das zugehörige Wadi schon seit Urzeiten. Erbaut wurden die Beduinencamps ab dem Jahr 1996, als es einzelnen Beduinen in Tarabin, Nuweiba zu kommerziell und unruhig wurde und sie auf diesen noch unberührten Ort auswichen. Touristen leben in idyllischen Palmhütten („Huschas“) direkt am Strand mit Blick auf die Berge Saudi-Arabiens. Zu den Camps gehören ein Restaurant und sanitäre Einrichtungen (Duschhaus mit WCs). Für die Zukunft sollen einige Camps mit Sonnenenergie und Meerwasserentsalzung zu autonomen Eco-Lodges ausgestattet werden.
Koordinaten: 29° 8′ N, 34° 41′ O